# Shenzhou 9
Shenzhou 9 (神舟九号), vilket betyder ungefär gudomlig farkost, är den fjärde bemannade kinesiska rymdfärden. Farkosten sköts upp med en Chang Zheng 2F/G raket, från Jiuquans satellituppskjutningscenter i Inre Mongoliet, den 16 juni 2012.
Under flygningen blev Liu Yang Kinas första kvinnliga taikonaut.
Farkosten återinträdde i jordens atmosfär och landade i Inre Mongoliet den 29 juni 2012.
Uppdraget var en viktig del i byggandet av Kinas första rymdstation som planeras färdig 2020. Besättning dockade manuellt med den kinesiska laboratoriemodulen Tiangong 1. De bemannade modulen under dagarna i rymden och genomförde flera rymdpromenader.
[uppföljning saknas]